# تاس‌ماهی رنگ‌پریده
تاس‌ماهی رنگ‌پریده (نام علمی: Scaphirhynchus albus) نام یک گونه از سرده پوزه‌بیلچه‌ای است.